# Le Christ chassant les marchands du Temple (Le Greco, New York)
Le Christ chassant les marchands du Temple est une peinture religieuse réalisée à l'huile sur toile vers 1595-1600 par le peintre espagnol Le Greco. Elle est conservée à la Frick Collection de New York. Elle représente l'expulsion des marchands du Temple, un événement de la vie du Christ.

## Œuvres similaires
Il existe trois autres exemplaires du tableau ainsi qu'une reproduction fidèle à la National Gallery de Londres, qui a récemment été considérée comme authentique par les spécialistes. Deux versions et l'autre prêtée par Madrid sont intitulées Purification du Temple. Celle de la National Gallery de Washington s'appelle Le Christ nettoyant le Temple.